# Conde de Desmond

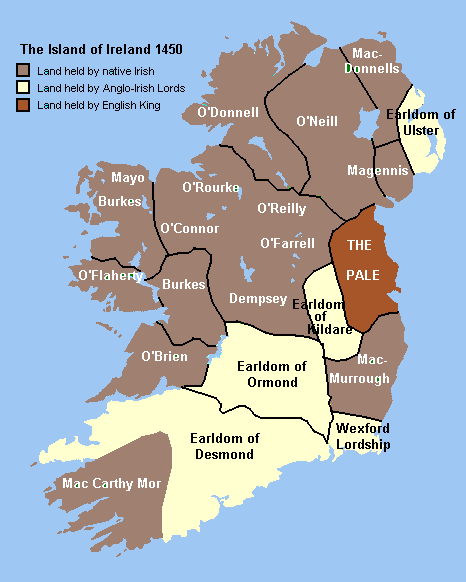
Mapa histórico de Irlanda.

Conde de Desmond es una titulación nobiliaria que ha sido históricamente usada por los lores de Irlanda, primero como título fuera del sistema nobiliario y posteriormente como parte de la nobleza.
El condado de Desmond original, basado en la propiedad de tierras en Munster, perteneció a la familia anglo-normanda FitzGerald, que fue fundada por Maurice FitzGerald, un apoyo clave de Lord de Pembroke (Richard FitzGilbert de Clare) en su invasión de la isla. El título conde de Desmond lo creó por primera vez Maurice FitzGerald, IV barón Desmond, aproximadamente en 1329. Con el paso del tiempo, según fuentes inglesas, la familia FitzGerald se asimiló mucho a la cultura local irlandesa.